# Formazione Latah
La formazione Latah (in lingua inglese: Latah Formation) è una formazione geologica costituita da una serie di depositi sedimentari lacustri risalenti al Miocene, che affiorano nella parte orientale dello Stato di Washington e nella parte nordoccidentale dell'Idaho. Gli strati di origine lacustre sono intersecati dalle rocce magmatiche del Gruppo basaltico del Columbia.
La formazione si estende per 282 km in lunghezza, con una larghezza di 121 km. 
La denominazione della formazione, collegata a un sito della città di Spokane nello Stato di Washington, fu assegnata nel 1923 dal geologo statunitense Kirk Bryan. Nelle rocce della formazione Latah sono stati trovati e descritti numerosi insetti e piante fossili.
Quando fu descritta per la prima volta, si pensava che la formazione Latah fosse precedente alla deposizione delle colate basaltiche del fiume Columbia; tuttavia ulteriori indagini mostrarono che le due formazioni si intersecavano e che la Latah era stata deposta in eventi successivi. Dalla datazione al potassio-argo risulta un intervallo di età compreso tra 21,3 e 12,1 milioni di anni, indicando un'origine risalente al Miocene inferiore e medio.